# Josef Meisinger
Josef Albert Meisinger, född 14 september 1899 i München, död 7 mars 1947 i Warszawa, Polen, var en tysk SS-Standartenführer och kriminalpolis. Han var bland annat kommendör för Sicherheitspolizei (Sipo) och Sicherheitsdienst (SD) i distriktet Warschau i Generalguvernementet.

## Biografi
År 1936 blev Meisinger chef för Rikscentralen för bekämpning av homosexualitet och abort (Reichszentrale zur Bekämpfung der Homosexualität und Abtreibung).

### Andra världskriget
Den 1 september 1939 anföll Tyskland sin östra granne Polen och andra världskriget inleddes. I kölvattnet på de framryckande tyska trupperna följde särskilda insatsgrupper, Einsatzgruppen, vilka inom ramen för Operation Tannenberg hade i uppgift att eliminera personer som kunde tänkas leda det polska motståndet, till exempel politiska aktivister, intelligentia och reservister. Adolf Hitler hade för avsikt att utplåna Polens härskarklass för att därmed ”hugga huvudet av den polska nationen”. Därtill inledde insatsgrupperna massmordet på polska judar. Meisinger efterträdde i oktober 1939 Lothar Beutel som chef för Einsatzgruppe IV. Meisingers insatskommando följde efter 4:e armén som anfördes av general Günther von Kluge och opererade i bland annat Jastrowie och Zambrów.
Meisinger var från oktober 1939 till mars 1941 kommendör för Sicherheitspolizei (Sipo) och Sicherheitsdienst (SD), Kommandeur der Sicherheitspolizei und des SD (KdS), i distriktet Warschau.
Mellan den 1 april 1941 och maj 1945 var Meisinger förbindelseofficer för Gestapo vid den tyska ambassaden i Tokyo.
Efter andra världskriget utlämnades Meisinger till Polen där han tillsammans med Ludwig Fischer, Ludwig Leist och Max Daume ställdes inför rätta inför Högsta nationella domstolen. Meisinger dömdes till döden för krigsförbrytelser och brott mot mänskligheten och avrättades genom hängning i mars 1947.

## Bilder

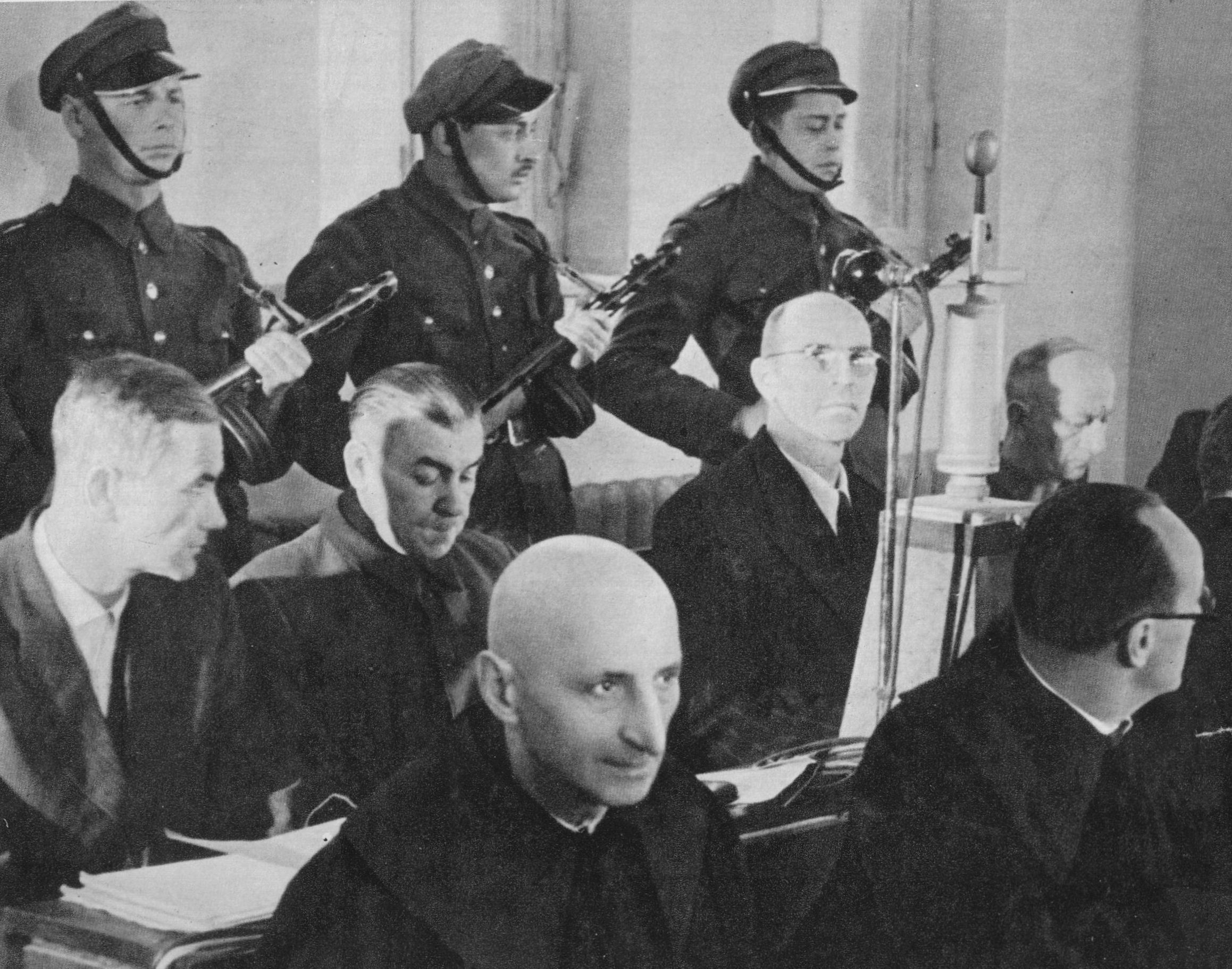
Josef Meisinger (iförd glasögon) inför rätta i Polen. De övriga på andra raden är Ludwig Fischer, Ludwig Leist och Max Daume.